# Mitsubishi Concept-cX
Mitsubishi cX – prototyp samochodu przygotowany przez europejski oddział Mitsubishi. Zaprezentowano go po raz pierwszy na 62. Internationale Automobil-Ausstellung we Frankfurcie nad Menem 11 września 2007. Jest to crossover, będący zapowiedzią nowego Mitsubishi ASX – kompaktowego SUVa. Wyposażono go w czysty silnik Diesla o pojemności 1.8 l spełniającego normy emisji spalin Euro 5.